# جنگ شیمونوسکی
جنگ شیمونوسکی 下関戦争・馬関戦争 یا جنگ باکان اشاره به یک سری از رویدادهای نظامی در ۱۸۶۳ و ۱۸۶۴، به هدف کنترل تنگه شیمونوسکی در ژاپن، توسط نیروهای مشترک دریایی پادشاهی متحد بریتانیای کبیر و ایرلند، امپراتوری دوم فرانسه، هلند و ایالات متحده آمریکا، در مقابل نیروهای جنگنده قلمرو چوشو دارد. این نبرد در محل و در ساحل شیمونوسکی، یاماگوچی رخ داد.

## زمینه
پس از تلاش‌های شوگون‌سالاری توکوگاوا برای ارتباط با خارجیان، بسیاری از دایمیوها از نفوذ کشورهای خارجی در ژاپن مضطرب شدند. امپراتور کومی نیز پس از چندین سده که امپراتوران از عرضه سیاست برکنار بودند، به عنوان یک امپراتور این رسم را شکست و درگیر مسائل دولت شد و در ۱۱ مارس ۱۸۶۳ فرمان اخراج اجنبی‌ها را صادر کرد و مهلت اجرا را دو ماه بعد در 11 مه قرار داد. پس از این فرمان مخالفت با نفوذ اروپا و آمریکا بیش از پیش شدت گرفت و به حد انفجار رسید.
روز ۹ ژوئن ۱۸۶۳ شوگون وقت توکوگاوا ایه‌موچی به دربار گزارش داد که خارجی‌ها روز ۲۴ این ماه اخراج خواهند شد. پیش تر هم او دو بار تاریخ معین کرده اما هر بار ناچار شده بود که کار را به تعویق بیندازد. بی گمان او با بی میلی این تاریخ جدید را معین کرده بود چون می‌دانست که اگر خارجی‌ها به معارضه بر آیند ژاپن آمادگی مقابله ندارد. از سویی هم زیر فشار پیگیر دربار بود، زیرا که در برابر وصلت با خواهر امپراتور کومی قول داده بود که بیگانگان را بیرون کند.
قلمرو چوشو چون با خبر شد که امپراتور مصمم به اخراج خارجی هاست. تحت فرمان موری تاکاچیکا، شروع به اقدام برای اخراج تمام خارجی‌ها پس از تعیین مهلت از روز دهم از ماه پنجم، مطابق با گاه‌شماری ژاپنی کرد. موری تاکاچیکا به‌طور آشکار ضدیت با شوگون‌سالاری توکوگاوا را آغاز کرد و به نیروهای خود دستور داد که بدون هشدار به سمت هر کشتی خارجی که از تنگه شیمونوسکی عبور کند با توپ شلیک کنند. در قلمرو چوشو با عجله استحکاماتی در طور ساحل ایجاد شده بود و در روز ۲۵ ژوئن و پایان مهلتی که برای راندن وحشیان معین شده بود تمایل خود را به این امر با هدف توپ ساختن چند کشتی خارجی نشان داد. یک کشتی تجاری آمریکایی که نزدیک ساحل شمال کیوشو لنگر انداخته بود نخستین هدف این آتشبار توپخانه بود.
چند روز بعد یک کشتی فرانسوی و نیز یک رزم ناو هلندی که از تنگه شیمونوسکی رد می شدند زیر آتش توپخانه قرار گرفتند. گزارش این رویدادها که به دربار رسید. امپراتور کومی ، اوگیماچی سانجو سانه‌نارو از اشراف دربار را به مقام سرپرستی جوئی (راندن بربرها) معین کرد.